# Huit
Huit är ett franskt märke inom underkläder och badkläder för kvinnor sedan 1970-talet. Huvudkontoret ligger i Paris med produktion i Rennes. Huit exporterar till mer än 25 länder.